# قص أثر
قص الأثر هي نوع من القيافة وهي علم عربي الأصل، ويعني القدرة على تقفي الأثر وتحديداً آثار البشر والحيونات عموماً والأبل خصوصا، حيث تمكن عديدا من حاملي هذه الموهبة من التعرف على المسار والطريق التي سلكته دوابهم في الصحراء. وأغلب المتمتعين بهذه الموهبة هم من البدو ومن سكان الصحراء، وقد لعبوا على مدى التاريخ دوراً هاماً للغاية في التحقيقات الجنائية، إذ تمكنهم هذه القدرة من التعرف على الطريق الذي سلكه سارقوا الدواب إضافة إلى تحديد أجناسهم وأطوالهم وأوزانهم، مما يسهل من تحديد الفاعل بيسر وسهولة ولا تزال العديد من أجهزة الأمن الحديثة تعتمد على القاص للأثر في التتبعات العدلية والتحقيقات الجنائية.

## أنواع قص الأثر
ينقسم قص الأثر إلى نوعين:
- قص الأثر التصنيفي: ويقصد به القدرة على تصنيف الأثر إلى فئات ومجموعات معينة ومقارنة الأثر المتشابه، حيث يتمكن من تحديد مصدر الأثر هل هو آدميًا أو حيوانيًا أو جمادًا.
- قص الأثر التحليلي: ويقصد بها القدرة على تحليل الأثر ومعرفة نوعه والحالة النفسية مثل هل هو ذكر أو أنثى؟ هل صاحب الخطوات يمشي ببطء أو يهرول.[1]

## أشهر قفاة الأثر
تعرف موهبة قص الأثر تاريخيا على أنها كانت مشهورة ومنتشرة في بني مدلج وهم بطن من بطون قبيلة كنانة العدنانية، وأشهرهم هو الصحابي القائف مجزز المدلجي الكناني والذي استخدمه النبي محمد لإثبات أبوة زيد بن حارثة لأسامة لكون العرب تثق بشكل كامل بقدرات القفاة.